# Glafira (etera)
Glafira (in greco antico: Γλαφύρα?, Glaphýra; Cappadocia, I secolo a.C. – ...) è stata un'etera vissuta nel I secolo a.C., conosciuta per la sua bellezza, eleganza e seduzione.. Il matrimonio tra lei e Archelao il vecchio le diede poteri politici.

## Biografia
Glafira nacque in Cappadocia da una famiglia di oscure origini. Null'altro si conosce della sua infanzia fino al matrimonio con Archelao, sommo sacerdote della città di Comana.

### Matrimonio con Archelao
Col matrimonio con Archelao, Glafira divenne a sua volta governatrice dello Stato al pari del coniuge. Dall'unione nacquero due figli:
- Archelao Sisine,[5] meglio noto come Archelao di Cappadocia, che regnò dal 36 a.C. al 17 d.C.[6]
- Sisine.[6]

Nel 47 a.C. il dittatore romano Giulio Cesare, dopo la conclusione della guerra civile contro Pompeo, depose Archelao padre da sommo sacerdote e mise al governo di Comana Licomede. Quando Archelao morì, Glafira rimase in Cappadocia coi figli.

### Rapporti con Marco Antonio
Intorno agli anni 40 a.C., Glafira diventò una delle amanti di Marco Antonio. Grazie alla sua bellezza, Glafira era riuscita a indurre Antonio a designare il figlio Archelao re di Cappadocia. Nel 36 a.C., quindi, Antonio depose e giustiziò Ariarate X di Cappadocia e consegnò il trono ad Archelao, come successore.
Glafira prese subito un posto negli affari di corte, dimostrando interesse per la politica interna in Cappadocia. La sua influenza può essere dimostrata da alcuni versi che Augusto compose su Antonio. Antonio, infatti, si era perdutamente innamorato di Glafira.